# Horní Loděnice
Horní Loděnice (in tedesco Deutsch Lodenitz) è un comune della Repubblica Ceca facente parte del distretto di Olomouc, nella regione di Olomouc.